# Составы Политбюро и Бюро ЦК РСДРП(б)
Коммунистическая партия Советского Союза — правящая партия в Союзе Советских Социалистических Республик, основной идеологией которой являлся марксизм-ленинизм, с начала 1920-х годов до марта 1990 года действовавшая в условиях однопартийной системы, что в отдельные периоды было закреплено конституционно. Исторически была основана в 1898 году как Российская социал-демократическая рабочая партия (аббрев. РСДРП), с весны 1917 года использовалось отсутствующее в партийных документах название большевистской фракции Российская социал-демократическая рабочая партия (большевиков) (аббрев. РСДРП(б)), с марта 1918 года — Российская коммунистическая партия (большевиков) (аббрев. РКП(б)), с декабря 1925 года — Всесоюзная коммунистическая партия (большевиков) (аббрев. ВКП(б)), с октября 1952 года — Коммунистическая партия Советского Союза (аббрев. КПСС). Руководящим партийным органом являлся съезд или партийная конференция, образующие для работы между ними Центральный комитет партии (ЦК). Однако в связи с относительной редкостью (в последний период — не реже одного раза в полгода) проведения Пленумов ЦК как пленарных заседаний членов и кандидатов в члены ЦК для целей принятия решений по текущим вопросам им образовывались коллегиальные руководящие органы. В период РСДРП(б) таковыми являлись Секретариат и Политическое бюро (с 29 ноября [12 декабря] 1917 года Бюро). Последний орган впервые был создан на заседании ЦК партии 10 [23] октября 1917 года, принявшем решение о подготовке вооружённого восстания, «для политического руководства на ближайшее время». Однако этому предшествовало избрание Узкого состава () на Пленуме ЦК, прошедшем 5 [18] августа 1917 года после состоявшегося в Петрограде с 26 июля [8 августа] 1917 года по 3 [16] августа 1917 года VI съезда, взявшего «курс на вооружённое восстание». После победы восстания положение пришедшей к власти партии требовало оперативного решения множества вопросов в условиях, когда Пленум ЦК собрать было сложно и не всегда осуществимо, поэтому 29 ноября [12 декабря] 1917 года Центральный комитет избрал «Бюро ЦК», в которое вошли В. И. Ленин, Я. М. Свердлов, И. В. Сталин и Л. Д. Троцкий. Состоявшийся в Москве с 18 по 23 марта 1919 года VIII съезд обобщил сложившуюся практику потребности повседневного руководства и создал Политическое бюро на постоянной основе.

## Узкий состав ЦК РСДРП(б) (1917)
Узкий состав Центрального комитета РСДРП(б), избранный 5 [18] августа 1917 года Центральным комитетом РСДРП(б), избранным на состоявшемся в Петрограде с 26 июля [8 августа] 1917 года по 3 [16] августа 1917 года VI съезде РСДРП(б).
| Портрет | Имя (годы жизни)                                                                                                 | Полномочия          | Полномочия           | Другие должности | Пр.                  |
| Портрет | Имя (годы жизни)                                                                                                 | Начало              | Окончание            | Другие должности | Пр.                  |
| ------- | --- | ------------------- | -------------------- | --- | -------------------- |
|         | Андрей Сергеевич Бубнов (1884—1938)                                                                              | 5 [18] августа 1917 | 10 [23] октября 1917 | • член Московского областного бюро РСДРП(б) | [ 8 ] [ 9 ] [ 10 ]   |
|         | Феликс Эдмундович Дзержинский (1877—1926) пол. Feliks Dzierżyński                                                | 5 [18] августа 1917 | 10 [23] октября 1917 | • секретарь Центрального комитета РСДРП(б) — с 6 [19] августа 1917 | [ 11 ] [ 12 ] [ 13 ] |
|         | Адольф Абрамович Иоффе (1883—1927)                                                                               | 5 [18] августа 1917 | 10 [23] октября 1917 | • секретарь Центрального комитета РСДРП(б) — с 6 [19] августа 1917 • гласный Петроградской городской (Центральной) думы, глава фракции большевиков • член Президиума Петроградского совета рабочих и солдатских депутатов • делегат Всероссийского демократического совещания — с 14 [27] сентября 1917 по 22 сентября [5 октября] 1917 • член Всероссийского демократического совета — с 20 сентября [3 октября] 1917 по 2 [15] октября 1917 • член Временного совета Российской республики — с 2 [15] октября 1917 | [ 14 ] [ 15 ] [ 16 ] |
|         | Владимир Павлович Милютин (1884—1937)                                                                            | 5 [18] августа 1917 | 10 [23] октября 1917 | • товарищ Председателя Петроградской городской (Центральной) думы • член Всероссийского центрального исполнительного комитета Советов рабочих и солдатских депутатов | [ 17 ] [ 18 ] [ 19 ] |
|         | Матвей Константинович Муранов (1873—1959)                                                                        | 5 [18] августа 1917 | 10 [23] октября 1917 | • секретарь Центрального комитета РСДРП(б) — с 6 [19] августа 1917 • делегат Всероссийского демократического совещания — с 14 [27] сентября 1917 по 22 сентября [5 октября] 1917 | [ 20 ] [ 21 ] [ 22 ] |
|         | Яков Михайлович Свердлов (1885—1919) урожд. Ешуа-Соломон Мовшевич Свердлов                                       | 5 [18] августа 1917 | 10 [23] октября 1917 | • секретарь Центрального комитета РСДРП(б) — с 6 [19] августа 1917 | [ 23 ] [ 24 ] [ 25 ] |
|         | Григорий Яковлевич Сокольников (1888—1939) урожд. Гирш Яковлевич Бриллиант                                       | 5 [18] августа 1917 | 10 [23] октября 1917 | • член Исполнительного комитета Петроградского совета рабочих и солдатских депутатов | [ 26 ] [ 27 ] [ 28 ] |
|         | Иосиф Виссарионович Сталин (1878—1953) урожд. Иосиф Виссарионович Джугашвили груз. იოსებ ბესარიონის ძე ჯუღაშვილი | 5 [18] августа 1917 | 10 [23] октября 1917 | • член Президиума Петроградского совета рабочих и солдатских депутатов | [ 29 ] [ 30 ] [ 31 ] |
|         | Елена Дмитриевна Стасова (1873—1966)                                                                             | 5 [18] августа 1917 | 10 [23] октября 1917 | • секретарь Центрального комитета РСДРП(б) — с 6 [19] августа 1917 | [ 32 ] [ 33 ] [ 34 ] |
|         | Моисей Соломонович Урицкий (1873—1918)                                                                           | 5 [18] августа 1917 | 10 [23] октября 1917 | • гласный Петроградской городской (Центральной) думы | [ 35 ] [ 36 ] [ 37 ] |
|         | Степан Георгиевич Шаумян (1878—1918) арм. Ստեփան Գևորգի Շահումյան                                                | 5 [18] августа 1917 | 10 [23] октября 1917 | • временный председатель Исполнительного комитета Бакинского Совета | [ 38 ] [ 39 ] [ 40 ] |

## Политическое бюро ЦК РСДРП(б) (1917)
Политическое бюро Центрального комитета РСДРП(б), избранное 10 [23] октября 1917 года Центральным комитетом РСДРП(б), избранным на состоявшемся в Петрограде с 26 июля [8 августа] 1917 года по 3 [16] августа 1917 года VI съезде РСДРП(б).
| Портрет | Имя (годы жизни)                                                                                                 | Полномочия           | Полномочия                  | Другие должности | Пр.                  |
| Портрет | Имя (годы жизни)                                                                                                 | Начало               | Окончание                   | Другие должности | Пр.                  |
| ------- | --- | -------------------- | --------------------------- | --- | -------------------- |
|         | Андрей Сергеевич Бубнов (1884—1938)                                                                              | 10 [23] октября 1917 | 29 ноября [12 декабря] 1917 | • член Петроградского военно-революционного комитета — с 16 [29] октября 1917 • член Всероссийского центрального исполнительного комитета — с 27 октября [9 ноября] 1917 • член коллегии Народного комиссариата путей сообщения РСФСР — с ноября 1917 • комиссар железнодорожных вокзалов — в ноябре 1917 • комиссар железных дорог на юге России — в декабре 1917 | [ 8 ] [ 9 ] [ 41 ]   |
|         | Григорий Евсеевич Зиновьев (1883—1936) урожд. Овсей-Гершон Аронович Радомысльский                                | 10 [23] октября 1917 | 29 ноября [12 декабря] 1917 | • член редакционной коллегии газеты «Правда» | [ 42 ] [ 43 ] [ 44 ] |
|         | Лев Борисович Каменев (1883—1936) урожд. Лев Борисович Розенфельд                                                | 10 [23] октября 1917 | 29 ноября [12 декабря] 1917 | • член Исполнительного комитета Петроградского совета рабочих и солдатских депутатов • Председатель Всероссийского центрального исполнительного комитета — с 27 октября [9 ноября] 1917 по 8 [21] ноября 1917 | [ 45 ] [ 46 ] [ 47 ] |
|         | Владимир Ильич Ленин (1870—1924) урожд. Владимир Ильич Ульянов                                                   | 10 [23] октября 1917 | 29 ноября [12 декабря] 1917 | • Председатель Совета народных комиссаров РСФСР — с 27 октября [9 ноября] 1917 | [ 48 ] [ 49 ] [ 50 ] |
|         | Иосиф Виссарионович Сталин (1878—1953) урожд. Иосиф Виссарионович Джугашвили груз. იოსებ ბესარიონის ძე ჯუღაშვილი | 10 [23] октября 1917 | 29 ноября [12 декабря] 1917 | • член Петроградского военно-революционного комитета — с 16 [29] октября 1917 • Народный комиссар по делам национальностей РСФСР — с 26 октября [8 ноября] 1917 | [ 29 ] [ 30 ] [ 31 ] |
|         | Лев Давидович Троцкий (1879—1940) урожд. Лев Давидович Бронштейн                                                 | 10 [23] октября 1917 | 29 ноября [12 декабря] 1917 | • Председатель Исполнительного комитета Петроградского совета рабочих и солдатских депутатов • Председатель Петроградского военно-революционного комитета — с 16 [29] октября 1917 • Народный комиссар по иностранным делам РСФСР — с 27 октября [9 ноября] 1917                                                                                                   | [ 51 ] [ 52 ] [ 53 ] |

## Бюро ЦК РСДРП(б) (1917)
Бюро Центрального комитета РСДРП(б), избранное 29 ноября [12 декабря] 1917 года Центральным комитетом РСДРП(б), избранным на состоявшемся в Петрограде с 26 июля [8 августа] 1917 года по 3 [16] августа 1917 года VI съезде РСДРП(б).
| Портрет | Имя (годы жизни)                                                                                                 | Полномочия                  | Полномочия   | Другие должности | Пр.                  |
| Портрет | Имя (годы жизни)                                                                                                 | Начало                      | Окончание    | Другие должности | Пр.                  |
| ------- | --- | --------------------------- | ------------ | --- | -------------------- |
|         | Владимир Ильич Ленин (1870—1924) урожд. Владимир Ильич Ульянов                                                   | 29 ноября [12 декабря] 1917 | 8 марта 1918 | • Председатель Совета народных комиссаров РСФСР | [ 48 ] [ 49 ] [ 50 ] |
|         | Яков Михайлович Свердлов (1885—1919) урожд. Ешуа-Соломон Мовшевич Свердлов                                       | 29 ноября [12 декабря] 1917 | 8 марта 1918 | • секретарь Центрального комитета РСДРП(б) • Председатель Всероссийского центрального исполнительного комитета | [ 23 ] [ 24 ] [ 25 ] |
|         | Иосиф Виссарионович Сталин (1878—1953) урожд. Иосиф Виссарионович Джугашвили груз. იოსებ ბესარიონის ძე ჯუღაშვილი | 29 ноября [12 декабря] 1917 | 8 марта 1918 | • член Петроградского военно-революционного комитета — до 5 [18] декабря 1917 • Народный комиссар по делам национальностей РСФСР | [ 29 ] [ 30 ] [ 31 ] |
|         | Лев Давидович Троцкий (1879—1940) урожд. Лев Давидович Бронштейн                                                 | 29 ноября [12 декабря] 1917 | 8 марта 1918 | • Председатель Исполнительного комитета Петроградского совета рабочих и солдатских депутатов — до 13 [26] декабря 1917 • Председатель Петроградского военно-революционного комитета — до 5 [18] декабря 1917 • Народный комиссар по иностранным делам РСФСР | [ 51 ] [ 52 ] [ 53 ] |